# Zonder
Zonder is een lied van de Nederlandse zangeres Hannah Mae. Het werd in 2023 als single uitgebracht.

## Achtergrond
Zonder is geschreven door Hannah Schoonbeek, Sasha Rangas, Stefan van Leijsen en Simon Leferink en geproduceerd door The Companions. Het is een nummer dat past in het genre nederpop. In het lied zingt de artiest over een beëindigde relatie, waarin de liedverteller nog veel aan de ander moet denken, maar beseft dat ze zonder hem door moet. Het nummer werd voor het eerst ten gehore gebracht bij radiozender Qmusic.

## Hitnoteringen
De zanger had weinig succes met het lied in Nederland. Het had geen notering in de Single Top 100 en ook de Top 40 werd niet bereikt; het lied bleef steken op de twaalfde plaats van de Tipparade.